# Douglas Diamond
Pour les articles homonymes, voir Diamond.
Douglas Warren Diamond (né en octobre 1953) est un économiste américain. Il est professeur « Merton H. Miller » de finance à l'université de Chicago (Chicago Booth School of Business). Il est spécialisé dans l'étude des intermédiaires financiers, des crises financières et de la Liquidité du marché. Il est ancien président de l'American Finance Association et de la Western Finance Association, membre de la Société d'économétrie, de l'Académie américaine des arts et des sciences et de l'American Finance Association.
Avec Ben Bernanke et Philip Dybvig, est co-récipiendaire du prix de la Banque de Suède en sciences économiques en mémoire d'Alfred Nobel en 2022.
Diamond est surtout connu pour ses travaux sur les crises financières et les paniques bancaires, en particulier l'influent modèle de Diamond–Dybvig publié en 1983 et le modèle Diamond de surveillance déléguée publié en 1984. Il est répertorié par Thomson Reuters comme l'un des "chercheurs susceptibles d'être en lice pour les honneurs Nobel sur la base de l'impact de citation de leurs recherches publiées". En 2016, il reçoit le prix CME Group - MSRI in Innovative Quantitative Applications.

## Biographie
En 1975, Diamond est diplômé de l'université Brown avec un baccalauréat en économie. L'année suivante, et en 1977, Diamond obtient une maîtrise et finalement un doctorat en économie en 1980 de l'université Yale.
Diamond est professeur invité à l'université des sciences et technologies de Hong Kong, à la MIT Sloan School of Management et à l'université de Bonn. En plus de ces expériences, Diamond passe également du temps à enseigner à l'université de Yale. Actuellement, Diamond est professeur de finances "Merton H. Miller" à la Booth School of Business de l'université de Chicago. Il est membre de la faculté de l'université de Chicago depuis 1979.